# Schizaeaceae
Schizaeaceae é uma família de pteridófitas da ordem Schizaeales que de acordo com o sistema PPG I, uma classificação publicada em 2016, inclui dois géneros maioritariamente com distribuição pantropical, mas presentes nas regiões temperadas.

## Descrição
Os esporângios crescem em pinas (pinnae) especializadas, distintas das pinas vegetativas comuns. As frondes férteis formam pequenas estruturas pinadas semelhantes a um pente nas quais os esporângios são formados.
As espécies estão distribuídas principalmente nos trópicos, mas várias são encontradas em regiões temperadas da América do Norte, África do Sul, Australásia e Nordeste da Ásia.

## Filogenia e sistemática
Na circunscrição taxonómica estrita dada pelo sistema PPG I, a família inclui apenas os seguintes dois géneros:
- Actinostachys Wall
- Schizaea Sm.

Alternativamente, duas das famílias consideradas como autónomas no sistema PPG I, as Lygodiaceae e as Anemiaceae, podem ser incluídas nas Schizaeaceae (como as subfamílias Lygodioideae e Anemioideae) passando a família a incluir quatro géneros. Neste caso, as Schizaeaceae definidas pelo sistema PPG I passam a ser tratadas como a subfamília Schizaeoideae. Assim, quando usada uma circunscrição lata (Schizaeaceae sensu lato), a família era alargada para incluir os seguintes géneros:
- Actinostachys Wall – na subfamília Schizaeoideae;
- Schizaea Sm. – na subfamília Schizaeoideae;
- Anemia Sm. – colocado pelo sistema PPG I na família monotípica Anemiaceae;
- Lygodium Sw. – colocado pelo sistema PPG I na família monotípica Lygodiaceae.